# Kaoru Asano
Kaoru Asano (født 19. maj 1973) er en tidligere japansk fodboldspiller.
Han har spillet for flere forskellige klubber i sin karriere, herunder Gamba Osaka.